# Alegeri în Franța

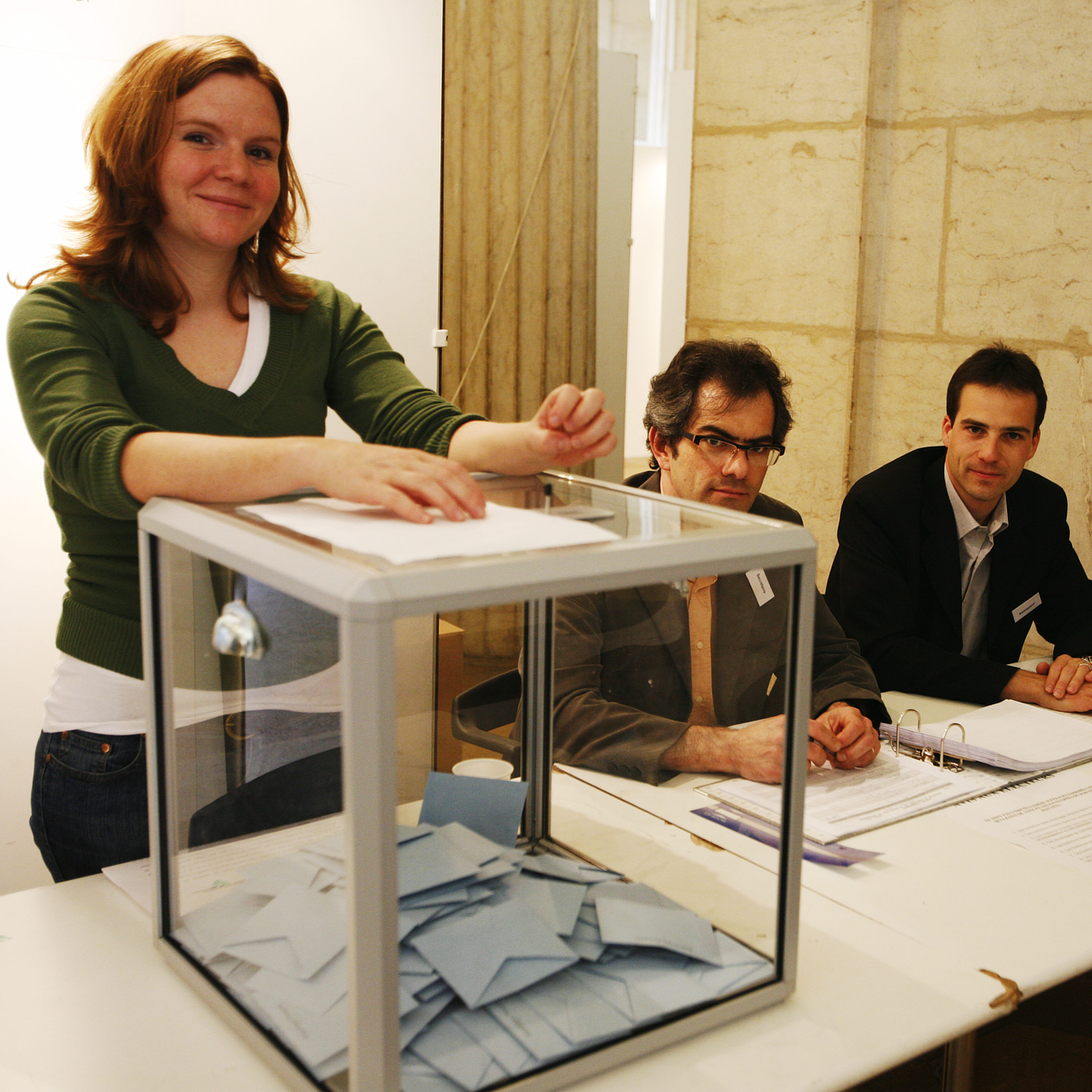
Scenă dintr-o secție de votare în timpul Alegerilor prezidențiale din Franța, 2007: oficialii și cutia de vot transparentă.

Franța este o democrație organizată ca o republică. Oficialii din ramurile legislative și executive sunt aleși de către cetățenii țării (direct sau indirect), fie de către alte persoane competente politic. Pot fi organizate de asemenea și referendumuri, pentru a consulta populația țării în legătura cu subiecte și probleme ce sunt legate de amendamentele din Constituție. Franța își alege la nivel național un președintele și o legislație;

## Principalele tipuri de alegeri
Președintele este ales pentru o perioadă de cinci ani (anterior, de șapte ani), direct de către cetățeni; Parlamentul Franței are două camere; Adunarea Națională (Assemblée Nationale) are un numar de 577 de membrii, aleși pentru o perioadă de cinci ani - în circumscripții de un singur loc, direct de către electori. Senatul (Sénat) are un număr de 321 de membrii, dintre care 304 sunt aleși pentru o perioadă de șase ani de către un colegiu electoral ce este compus din reprezentanți ai fiecărei regiuni (département), 5 sunt aleși pe alte criterii iar ceilalți 12 de către Adunarea Cetățenilor Francezi din Străinatate(Assemblée des Français de l'étranger) - care a înlocuit Înaltul Consiliu al Francezilor din Străinătate (Conseil Supérieur des Français de l'Étranger) - o adunare electivă formată din 150 de membri aleși de cetățenii Franței care trăiesc înafara granițelor țării.

## Alte tipuri de alegeri
Mai există și o serie de alegeri legislative prin care: cetățenii Franței sunt responsabili și pentru alegerea unei varietăți de guverne locale; există și alegeri pentru pozitii non-politice, cum ar fi cea de judecător al consiliului - responsabil de legile privind munca la stat (conseils de prud'hommes), unde muncitorii și angajații îsi manifestă votul.

## Desfășurarea alegerilor
Franța nu are un sistem alcătuit din două partide cu drepturi depline, adică un sistem unde în cazul în care, deși multe partide politice există, doar două au o șansă de a fi alese în posturi importante. Cu toate acestea, politicile franceze afișează unele tendințe ce caracterizează un sistem politic de două partide, în care puterea alternează între coalițiile existente, relativ stabile, fiecare fiind condusă de un partid major: cel de stânga, Partidul Socialist Francez și cel de dreapta, UMP și predecesorii săi.
Alegerile au loc conform regulilor stabilite în Constituția Franței, codul electoral și în legile electorale (les lois organiques). În Franța alegerile au întotdeauna loc în ziua de duminică, iar campania electorală se încheie în vinerea dinaintea acestora (acelasi sistem se practica și în România). În ziua alegerilor nu este permisa publicarea nici unui sondaj, emisiune televizată sau apariție în presă. Secțiile de votare se deschid la ora 8 dimineața și rămân deschise pînă la ora 8 seara (în orașele mici însă se poate lua decizia ca acestea să se închidă la ora 6 seara. Conform legii, publicarea rezultatelor sau estimările sunt interzise pînă în momentul închiderii urnelor. Aceste rezultate estimative sunt însă disponibile datorită mass-mediei vecine (site-uri sau televiziuni Belgiene sau Elvețiene). În trecut, primele rezultate oficiale erau publicate duminica, dupa ora 8 p.m. - ora Parisului, dar datorită faptului că electoratul din teritoriile franceze aflate înafara Franței afla astfel rezultatele probabile erau descurajati în a mai merge la vot, prezența scăzînd semnificativ. Din acest motiv, începând cu anul 2000,alegerile din teritoriile franceze aflate în continentul American cât și ambsadele și consulatele de acolo, organizează alegerile în ziua de sâmbătă ca o exceptie de la regulă.

## Electoratul francez
Cu excepția alegerilor pentru senat, care au un colegiu electoral prestabilit, electoratul francez este format din toți cetățenii cu vârsta de peste 18 ani, înregistrați la secțiile de votare. Pentru alegerile municipale și Europene, persoanele majore din alte țări își pot exercita votul în Franța. Înregistrarea nu este obligatorie, dar lipsa acesteia duce la imposibilitatea de a vota. În prezent, toți tineri ce ajung la vârsta de 18 ani sunt înregistrați în mod automat.
Cetățenii francezi se pot înscrie fie în locul lor de reședință sau într-un loc în care apar pe lista contribuabililor pentru impozitele locale pentru o perioadă de cel puțin 5 ani. Un cetățean nu poate fi înregistrat legal în mai mult de un singur loc. Cei care trăiesc în străinătate se pot înregistra la consulatul responsabil pentru regiunea în care trăiesc.
Există însă și excepții de la regulile de mai sus. Condamnații pot fi privați de drepturile lor civile, care includ dreptul de vot, pentru o anumită perioadă de timp, în funcție de gravitatea crimei comise. De asemenea, oficialii aleși care au abuzat de fondurile publice pot fi lipsiți de dreptul de a candida pentru funcții publice naționale pentru perioade ce pot depăși 10 ani. Aplicarea acestor norme în cazul anumitor politicieni francezi a fost controversată, cum a fost, de exemplu, în cazul lui Alain Juppé.

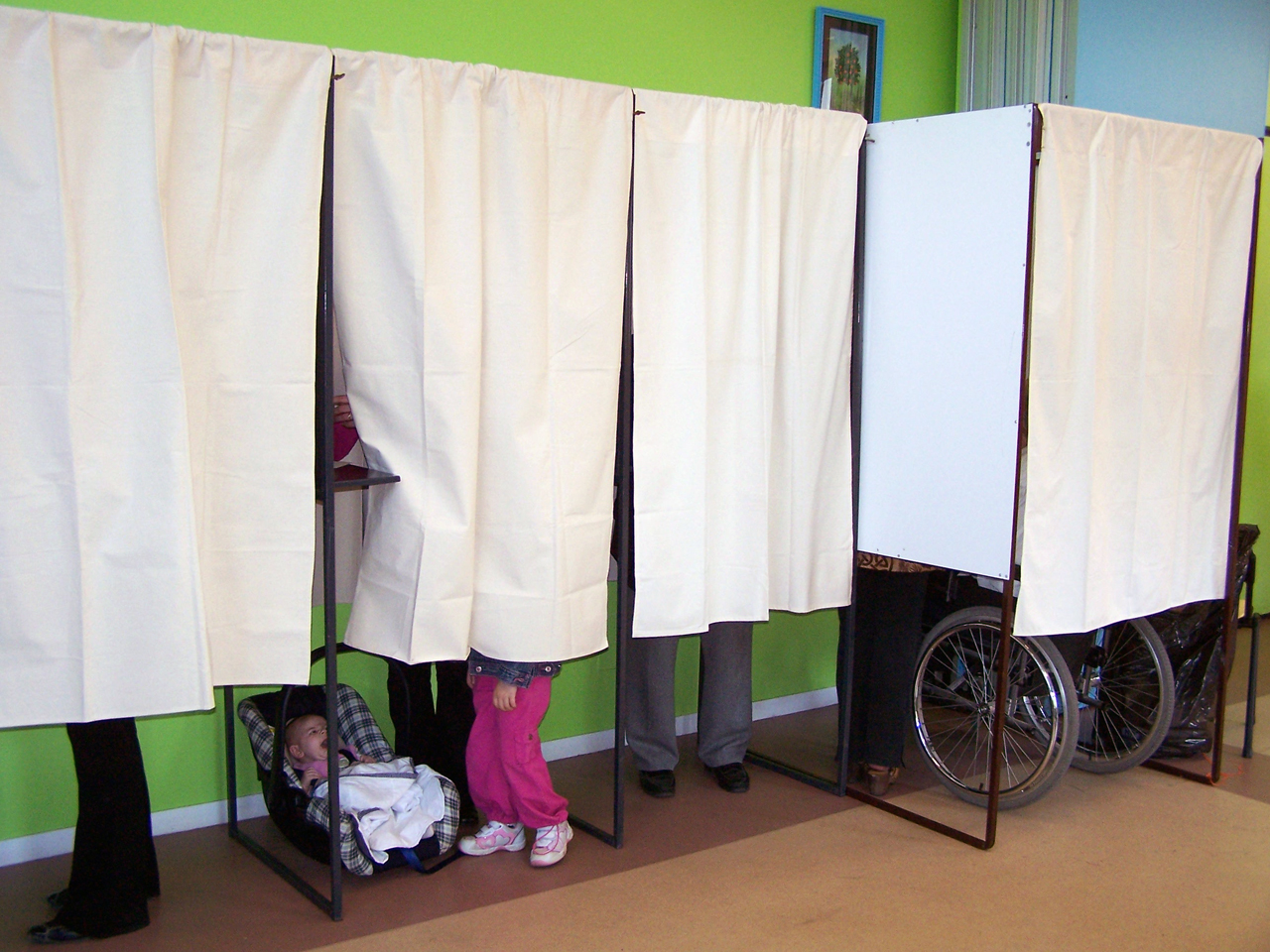
Cabină de vot individuală

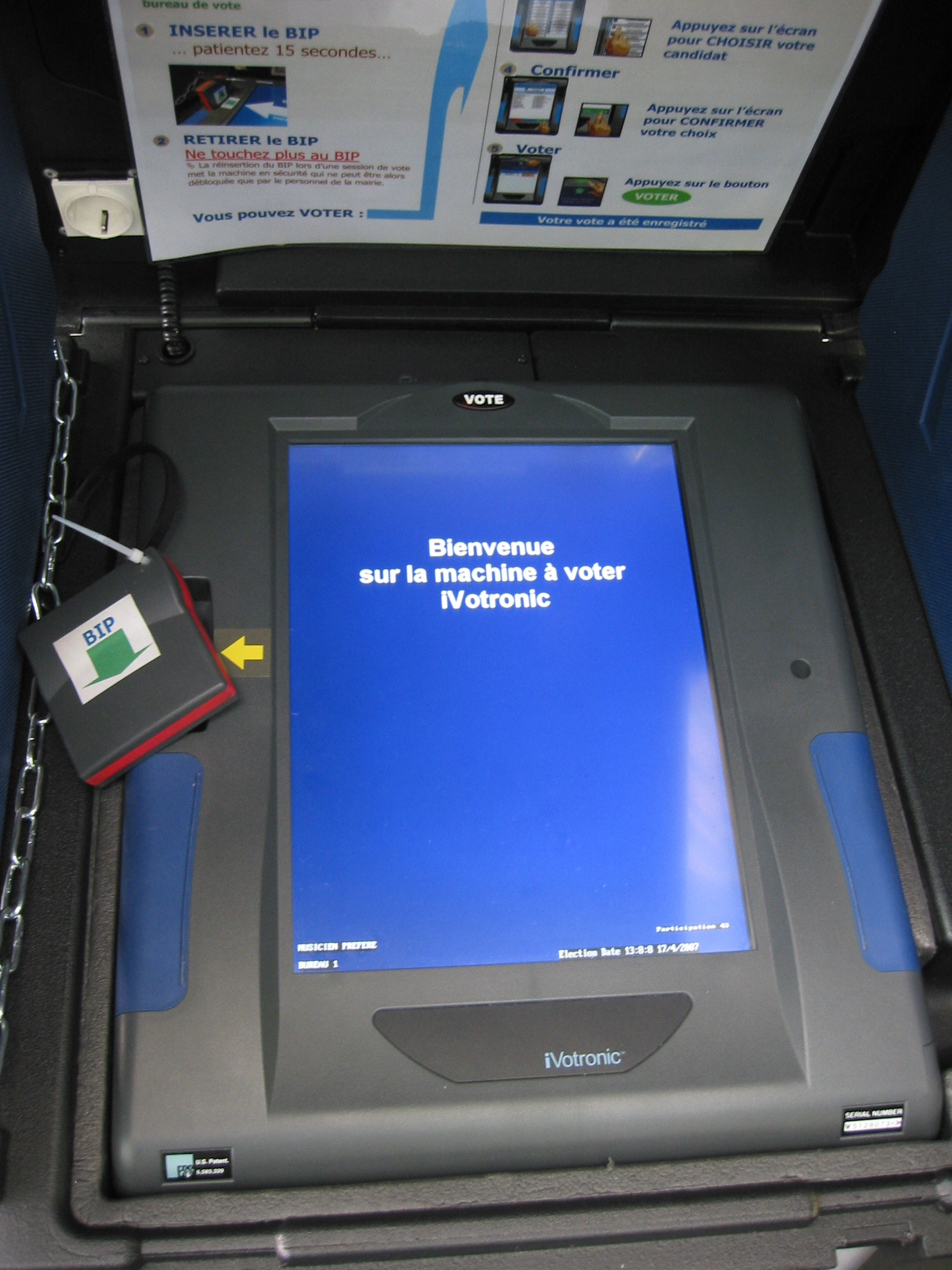
Utilizarea votului electronic.

## Sistemul electoral
În toate alegerile, în cazul în care există un singur funcționar ce poate fi ales pentru un anumit domeniu, inclusiv cele două alegeri naționale majore (de alegere a Președintelui Republicii și alegerea membrilor Adunării Naționale), se utilizează turul doi de alegeri pentru a desemna învingătorul.
Pentru alegerile pentru Parlamentul European și unele alegeri locale, este utilizat votul proporțional.

## Modalitățile și procedurile de votare
În general, votarea se realizează fie manual, cu ajutorul personalului angajat special de către stat, fie mai nou automat prin intermediul votului electronic. Când e realizată votarea manuală, alegatorii primesc buletinele de vot pre-tiparite de la un tabel aflat la intrarea în biroul de vot (aceste buletine pot fi furnizate și prin intermediul poștei). Alegătorul intră în cabina de vot și după exprimarea opțiunii, introduce buletinul corespunzător într-un plic. Apoi se merge la urnă și după ce este prezentată cartea de alegător sau orice act ce demonstrează identitatea persoanei în cauză, aceasta poate depunde plicul. Voturile ulterior vor fi numărate de către comisie.
Votul electronic, nu este înca farte răspândit în Franța și nici foarte popular datorită controverselor asupra securității si eficienței acestuia.